# Yassine Jebbour
Yassine Jebbour (Poitiers, 24 agosto 1991) è un ex calciatore francese naturalizzato marocchino, di ruolo difensore o centrocampista.

## Carriera

### Club

#### Rennes
Nato a Poitiers, in Francia, Jebbour ha origini marocchine e riesce ad ottenere la nazionalità marocchina. Nel 2008 entra nel Rennes ma viene impiegato nella seconda squadra. Il Rennes B milita nella quarta divisione del calcio francese lo Championnat de France amateur e nella prima stagione di militanza, Jebbour gioca un solo incontro. Nella stagione 2009-2010, invece, gioca da titolare riuscendo a collezionare ventritre presenze ed una rete. Nella stagione 2010-2011 il Rennes lo porta in prima squadra per giocare in Ligue 1. Il 18 dicembre 2010 esordisce in Rennes-Valenciennes (1-0) giocando da titolare tutti e novanta i minuti di gioco. Il 16 aprile 2011, quasi quattro mesi dopo il suo esordio, subentra a Jirès Kembo-Ekoko negli ultimi minuti del primo tempo a causa dell'espulsione del difensore Romain Danzé. Gli avversari del Lorient vincono a Rennes per 2-1 in rimonta e la squadra chiuderà la sfida in nove, a causa di un'altra espulsione. La settimana seguente gioca titolare a Monaco contro l'AS Monaco: nella partita (persa 1-0) Jebbour occupa il ruolo di centrocampista centrale. L'8 maggio entra nel secondo tempo nella sfida contro il Valenciennes (la squadra contro cui aveva esordito) ma anche questa partita è persa dallo Stade Rennais 1-0. Il 9 maggio rinnova il contratto col Rennes fino a giugno 2014. Il 15 maggio entra nel finale della sfida contro il Saint-Étienne vinta per 2-1. Gioca da titolare a centrocampo l'ultima partita di campionato contro i campioni del Lille: nonostante il Rennes passi in vantaggio, il Lille si impone 3-2.
Nelle successive stagioni riesce a giocare con continuità solo nei sei mesi di prestito al Nancy. Dopo il passaggio nell'estate del 2013 al Montpellier, termina la prima stagione con 14 presenze in Ligue 1, mentre a metà della seconda, nel gennaio del 2015, viene ceduto in prestito al Varese, squadra militante nella Serie B italiana, dopo essere sceso in campo solo in una occasione in Coupe de la Ligue.

### Nazionale
In Nazionale esordisce il 9 febbraio 2011 con l'Under-21 del Marocco.

## Statistiche

### Presenze e reti nei club
Statistiche aggiornate al 29 marzo 2015.
| Stagione             | Squadra              | Campionato           | Campionato | Campionato | Coppe nazionali | Coppe nazionali | Coppe nazionali | Coppe continentali | Coppe continentali | Coppe continentali | Altre coppe | Altre coppe | Altre coppe | Totale | Totale |
| Stagione             | Squadra              | Comp                 | Pres       | Reti       | Comp            | Pres            | Reti            | Comp               | Pres               | Reti               | Comp        | Pres        | Reti        | Pres   | Reti   |
| -------------------- | -------------------- | -------------------- | ---------- | ---------- | --------------- | --------------- | --------------- | ------------------ | ------------------ | ------------------ | ----------- | ----------- | ----------- | ------ | ------ |
| 2010-2011            | Stade Rennais        | 1                    | 6          | 0          | CF+CdL          | 0               | 0               | -                  | -                  | -                  | -           | -           | -           | 6      | 0      |
| 2011-2012            | Stade Rennais        | 1                    | 1          | 0          | CF+CdL          | 0               | 0               | UEL                | 3                  | 0                  | -           | -           | -           | 4      | 0      |
| 2012-gen. 2013       | Stade Rennais        | 1                    | 5          | 0          | CF+CdL          | 1+2             | 0               | -                  | -                  | -                  | -           | -           | -           | 8      | 0      |
| gen.-giu. 2013       | Nancy-Lorraine       | 1                    | 17         | 0          | CF+CdL          | 2+1             | 0               | -                  | -                  | -                  | -           | -           | -           | 20     | 0      |
| ago. 2013            | Stade Rennais        | 1                    | 2          | 0          | CF+CdL          | 0               | 0               | -                  | -                  | -                  | -           | -           | -           | 2      | 0      |
| Totale Stade Rennais | Totale Stade Rennais | Totale Stade Rennais | 14         | 0          |                 | 6               | 0               |                    | -                  | -                  |             | -           | -           | 20     | 0      |
| ago. 2013-2014       | Montpellier          | 1                    | 14         | 0          | CF+CdL          | 0               | 0               | -                  | -                  | -                  | -           | -           | -           | 14     | 0      |
| 2014-gen. 2015       | Montpellier          | 1                    | 0          | 0          | CF+CdL          | 0+1             | 0               | -                  | -                  | -                  | -           | -           | -           | 1      | 0      |
| Totale Montpellier   | Totale Montpellier   | Totale Montpellier   | 14         | 0          |                 | 1               | 0               |                    | -                  | -                  |             | -           | -           | 15     | 0      |
| gen.-giu. 2015       | Varese               | B                    | 2          | 0          | CI              | -               | -               | -                  | -                  | -                  | -           | -           | -           | 2      | 0      |
| Totale carriera      | Totale carriera      | Totale carriera      | 47         | 0          |                 | 10              | 0               |                    | -                  | -                  |             | -           | -           | 57     | 0      |

### Cronologia presenze e reti in Nazionale
| Cronologia completa delle presenze e delle reti in nazionale ― Marocco | Cronologia completa delle presenze e delle reti in nazionale ― Marocco | Cronologia completa delle presenze e delle reti in nazionale ― Marocco | Cronologia completa delle presenze e delle reti in nazionale ― Marocco | Cronologia completa delle presenze e delle reti in nazionale ― Marocco | Cronologia completa delle presenze e delle reti in nazionale ― Marocco | Cronologia completa delle presenze e delle reti in nazionale ― Marocco | Cronologia completa delle presenze e delle reti in nazionale ― Marocco |
| Data                                                                   | Città                                                                  | In casa                                                                | Risultato                                                              | Ospiti                                                                 | Competizione                                                           | Reti                                                                   | Note                                                                   |
| ---------------------------------------------------------------------- | ---------------------------------------------------------------------- | ---------------------------------------------------------------------- | ---------------------------------------------------------------------- | ---------------------------------------------------------------------- | ---------------------------------------------------------------------- | ---------------------------------------------------------------------- | ---------------------------------------------------------------------- |
| 8-6-2013                                                               | Marrakech                                                              | Marocco                                                                | 2 – 1                                                                  | Tanzania                                                               | Qual. Mondiali 2014                                                    | -                                                                      | 33’                                                                    |
| 14-8-2013                                                              | Tangeri                                                                | Marocco                                                                | 1 – 2                                                                  | Burkina Faso                                                           | Amichevole                                                             | -                                                                      | 46’                                                                    |
| Totale                                                                 |                                                                        | Presenze                                                               | 2                                                                      |                                                                        | Reti                                                                   | 0                                                                      |                                                                        |